# Vincent Gérard
Vincent Gérard (* 16. Dezember 1986 in Woippy) ist ein ehemaliger französischer Handballtorwart. Im September 2021 wurde ihm für den Gewinn der Goldmedaille mit der französischen Nationalmannschaft bei den Olympischen Spielen in Tokio der Ritterorden der Französischen Ehrenlegion verliehen.

## Vereinskarriere
Der 1,89 m große schwere Rechtshänder verbrachte bereits in jungen Jahren als Kind zweier Handballspieler viel Zeit in Sporthallen und begann beim französischen Verein SMEC Metz. 2006 verpflichtete ihn Montpellier AHB, mit dem er 2006/07 die Coupe de la Ligue sowie 2007/08 die Meisterschaft, die Coupe de la Ligue und die Coupe de France gewann. In der EHF Champions League 2006/07 erreichte er das Achtelfinale. Nach zwei Jahren wechselte er zu Istres Ouest Provence HB, wo er 2008/09 erneut im Ligapokal triumphierte und im EHF-Pokal 2009/10 die vierte Runde erreichte. Ab 2010 lief er für Dunkerque HBGL auf. 2010/11 siegte er in der Coupe de France, 2012/13 im Ligapokal und im Supercup. In dieser Saison wurde er auch zum besten Torwart der Liga gewählt. Mit Dunkerque erreichte er die Gruppenphase in der EHF Champions League 2013/14. 2014 wurde er zum zweiten Mal Französischer Meister.
Im Sommer 2015 kehrte er nach Montpellier zurück. Mit Montpellier gewann er 2016 den Ligapokal sowie die Coupe de France und 2018 die EHF Champions League. Zur Saison 2019/20 wechselte er zu Paris Saint-Germain. Mit Paris gewann er 2020, 2021 und 2022 die französische Meisterschaft sowie 2021 und 2022 den französischen Pokal. Ab dem Sommer 2022 stand er beim Ligakonkurrenten Saint-Raphaël Var Handball unter Vertrag. Zur Saison 2023/24 unterschrieb er einen Einjahresvertrag beim deutschen Bundesligisten THW Kiel. Aufgrund einer langwierigen Adduktorenverletzung bestritt er bis Februar 2024 kein Pflichtspiel für Kiel, woraufhin der Vertrag in beiderseitigem Einvernehmen vorzeitig aufgelöst wurde. Wenige Tage später unterschrieb er beim französischen Zweitligisten Istres Provence Handball. Nach der Saison 2023/24 beendete er seine Karriere zunächst. Im April 2025 gab er sein Comeback beim FC Barcelona, nachdem Stammtorhüter Gonzalo Pérez de Vargas langfristig verletzt ausgefallen war. Nach der Saison 2024/25 beendete er seine Karriere.

## Nationalmannschaftskarriere
In der französischen Nationalmannschaft debütierte Gérard am 6. April 2013 gegen Norwegen. Bei der Europameisterschaft 2014 gewann er die Goldmedaille, wurde aber in der Vorrunde nach drei Spielen durch Thierry Omeyer ersetzt. Bei den Olympischen Spielen 2016 in Rio de Janeiro gewann er die Silbermedaille. 2017 gewann er mit Frankreich die Weltmeisterschaft. Zudem wurde er als bester Torhüter des Turniers ins All-Star Team aufgenommen. Dasselbe gelang ihm bei der Europameisterschaft 2018, bei der sein Team den dritten Platz belegte. Bei der WM 2019 gewann er die Bronzemedaille. Mit Frankreich gewann er bei den Olympischen Spielen in Tokio die Goldmedaille. Zusätzlich wurde er am Turnierende in das All-Star-Team gewählt. Bei der Weltmeisterschaft 2023 gewann er mit Frankreich die Silbermedaille. Beim Ausscheiden der französischen Auswahl im Viertelfinale der Olympischen Spiele in Paris bestritt er sein letztes von 160 Länderspielen.

## Trainerkarriere
Gérard leitet seit dem Sommer 2025 das Torwarttraining beim französischen Frauen-Erstligisten Metz Handball.